# Lancero
Lancero (en français : lancier) est un stage militaire et une dénomination au sein de l'armée nationale colombienne. Le cours a lieu à l'école des Lanceros de Colombie, à Tolemaida, dans le département de Tolima en Colombie.

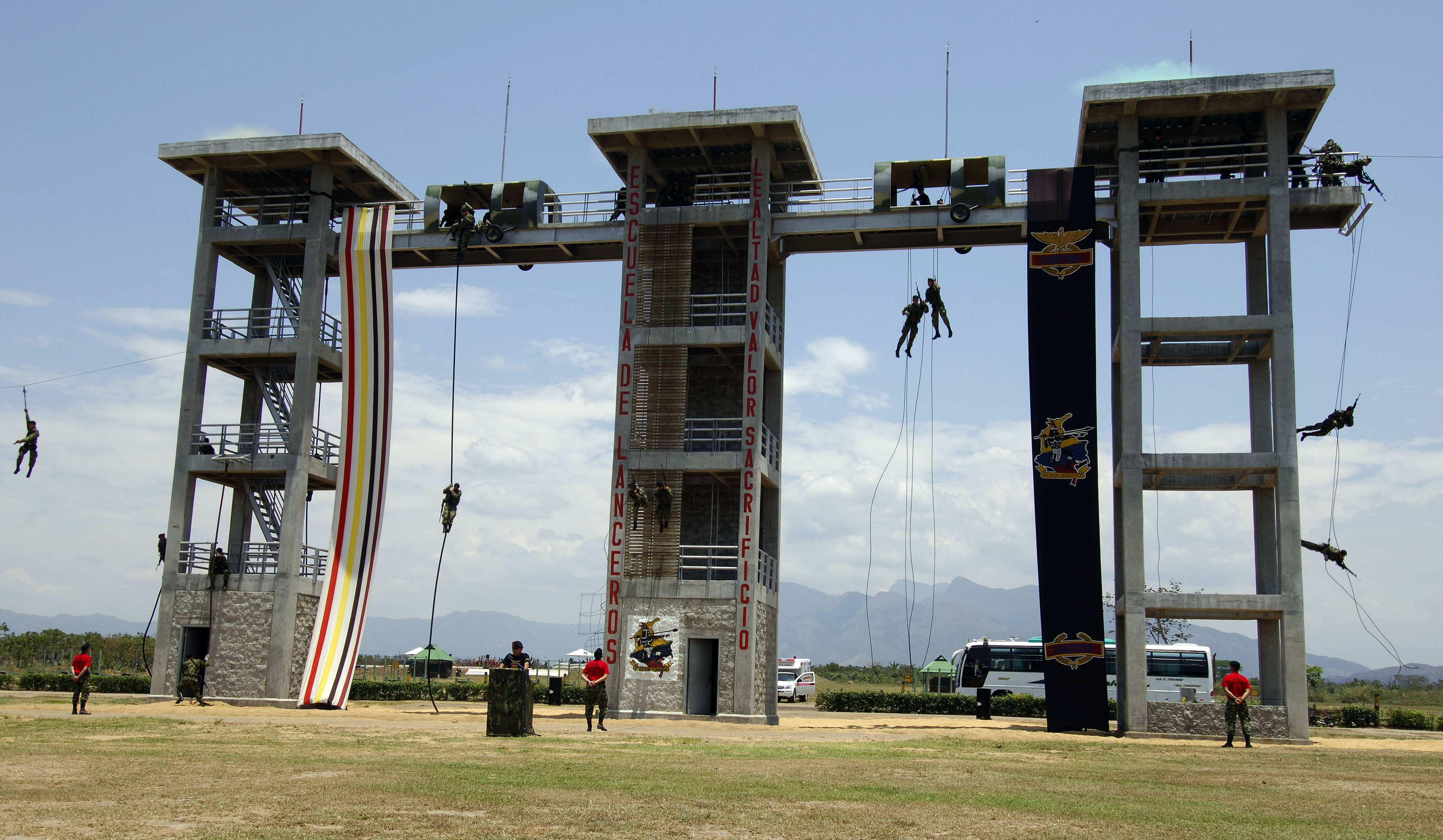
Démonstration des Lanceros au camp de Tolemaida lors d'une visite officielle

L'armée colombienne est en conflit militaire avec la guérilla rebelle depuis les années 1960. Cela a conduit le gouvernement colombien et ses forces militaires à développer des cours spécifiquement destinés à la formation des soldats et des officiers pour ce type de guerre, dans des milieux rudes voire hostiles. Le terme Lancero a été choisi pour honorer une unité spécifique de combattants (Lanciers) qui a aidé l'armée de Simón Bolívar dans son conflit pour                               l'indépendance de la Colombie. Cette unité de cavalerie a fait preuve d'une grande bravoure lors de la bataille du marais de Vargas.

## Histoire du stage
Le stage a été créé à la suite de la réforme qui a eu lieu au sein de l'organisation de l'Armée nationale de Colombie au début des années 60 comme un moyen de spécialiser et de recentrer l'armée nationale vers un conflit irrégulier (guérilla). Les oppositions se déroulant le plus souvent contre des paysans armés dans les montagnes de Colombie. Inexpérimentée et connaissant peu la guérilla, l'armée colombienne a envoyé ses officiers à Fort Benning en Géorgie, aux États-Unis, afin qu'ils puissent suivre le stage des rangers américains qui s'y déroule. Cette formation étrangère avait pour objectif que d'y former les unités colombiennes afin qu'elles puissent appliquer les tactiques apprises sur le territoire colombien.
Les techniques apprises durant le stage américain ont été modifiées et enseignées aux officiers et sous-officiers de l'armée et à certains officiers enrôlés et gradés de l'infanterie navale. Ces techniques ont ensuite été diffusées dans les forces militaires.
En 1959, le capitaine Hernando Bernal Duran a levé les premières compagnies de lanciers de l'armée nationale, sur le modèle des Rangers de l'armée américaine et des compagnies de Rangers de la guerre de Corée (en appliquant les leçons apprises lors des déploiements colombiens lors de la guerre de Corée). Ces entreprises nouvellement créées étaient plus agiles et efficaces, ce qui a conduit à des opérations plus réussies. Ils ont été ajoutés en tant que personnel de soutien pour les unités où l'ennemi était encore plus agressif et actif.
En 1966, une épidémie de guérilleros appela à la création d'unités encore plus entrainées. Cette année, le commandement militaire de l'armée colombienne a mis en place un programme d'entraînement plus étendu pour combattre les rebelles ; ce programme deviendra plus tard un cours unique appelé " Contraguerrillas "
Depuis lors, le cours Lancero s'est concentré sur la formation de soldats, d'officiers de l'armée et même de policiers pour les besoins d'un pays avec un ennemi qui se cache parmi la population civile. Après plus de quarante ans d'existence, le cours a acquis une certaine notoriété parmi le personnel militaire du monde entier, en grande partie parce qu'il se concentre sur la guérilla et non sur la guerre militaire régulière. Ainsi des personnels militaires de différentes nations participent fréquemment à ce stage (notamment la Légion étrangère). Ce stage est reconnu internationalement de par sa difficulté, mais il souffre de l'instabilité de la Colombie, du fait de la présence rebelle (FARC).

## Le concept de Lancero et de Lanza
Le terme Lancero qui peut être traduit par lancier a par la suite conduit à l'utilisation du terme Lanza ( Lance ) comme moyen de désigner un camarade soldat. En fait, le stage a mis l'accent sur l'importance de la cohésion entre deux soldats, comme moyen d'atteindre des objectifs (l'un étant la Lanza ou la lance et l'autre étant le lancero ou le porteur de lance). Ainsi, les termes Lanza et Lancero sont à la fois des façons familières et honorifiques d'appeler un camarade soldat ou un officier.[réf. nécessaire]